# Technomyrmex strenuus
Technomyrmex strenuus es una especie de hormiga del género Technomyrmex, subfamilia Dolichoderinae. Fue descrita científicamente por Mayr en 1872.
Se distribuye por la región indomalaya, en Brunéi, Indonesia, Malasia y Singapur.